# Sombras de sueño
Sombras de sueño es una obra de teatro de Miguel de Unamuno, escrita en 1926 y estrenada en 1930.

## Argumento
En una isla perdida vive la joven Elvira de Solórzano con su padre Don Juan Manuel. Ésta se ha enamorado platónicamente de la figura de Tulio Montalbán, un héroe nacional cuya biografía acaba de leer. Un día coincide con un extraño personaje llamado Julio Macedo, por el que se siente atraída. Él le confiesa que conoció a Tulio y hubo de asesinarle para evitar que se convirtiese en un tirano. Elvira entonces lo rechaza y él marcha apenado. Sólo volverá para despedirse, no sin antes confesar que él es realmente Tulio, que buscaba la paz y la tranquilidad en la isla y que no podía aceptar a Elvira una vez que ella lo había rechazado bajo su personalidad de Julio. Finalmente acaba pegándose un tiro.

## Estreno
- Teatro del Liceo de Salamanca el 24 de febrero de 1930.
  - Intérpretes: Isabel Barrón, Juan Espantaleón, Fernando Fernández de Córdoba.